# 佐々木孝治
佐々木 孝治（ささき こうじ、1946年9月8日 - ）は、日本の実業家。ユニー代表取締役社長や、同社取締役会長、日本チェーンストア協会会長等を歴任した。食品産業功労賞受賞。

## 人物・経歴
長野県下伊那郡阿南町出身。長野県飯田高等学校を経て、1969年法政大学経営学部卒業、西川屋チェン（のちのユニー）入社。ユニー取締役住関本部長兼書籍部長を経て、1997年からユニー代表取締役社長。2005年日本チェーンストア協会会長。2007年ユニー取締役会長。2012年食品産業功労賞受賞。2013年ユニーグループ・ホールディングス取締役。2014年にはユニーグループ・ホールディングス相談役として、ゴルフコンペで同席したファミリーマートの上田準二代表取締役会長と、経営統合交渉を開始することを合意し、のちの経営統合に導いた。